# Посёлок Строителей (Нижегородская область)
Строи́телей — посёлок в составе городского округа город Джержинск Нижегородской области.

## География
Посёлок располагается в 17 км к северо-востоку от Дзержинска и в 19 км к западу от Нижнего Новгорода. Через населённый пункт проходит федеральная автомобильная дорога М7 «Волга».

### Улицы
Уличная сеть посёлка представлена одной одноимённой улицей — улица Посёлок Строителей.

### Часовой пояс
Строителей находится в часовой зоне МСК (московское время). Смещение применяемого времени относительно UTC составляет +3:00.

## История
В 1965 г. Указом Президиума ВС РСФСР поселок седьмой стройки переименован в Строителей.

## Инфраструктура
Почтовое отделение 606033 обслуживающее посёлок находится в Дзержинске. На территории посёлка располагаются две автозаправочные станции.

### Транспорт
Транспортную связь посёлка с близлежащими городами — Дзержинском и Нижним Новгородом осуществляет автобус №201 и Т-401.

## Население
| 2002 | 2010 |
| ---- | ---- |
| 69   | ↘62  |